# Галерина
Галери́на (лат. Galerina) — род грибов семейства Строфариевые (Strophariaceae). Иногда переносится в семейство Cortinariaceae. Включает более 300 видов небольших пластинчатых грибов с коричневыми спорами, большинство из которых описано из Северного полушария. Филогенетические исследования некоторых видов доказали полифилетичность рода. В него входят как минимум три неродственные друг другу группы (клады).

## Описание

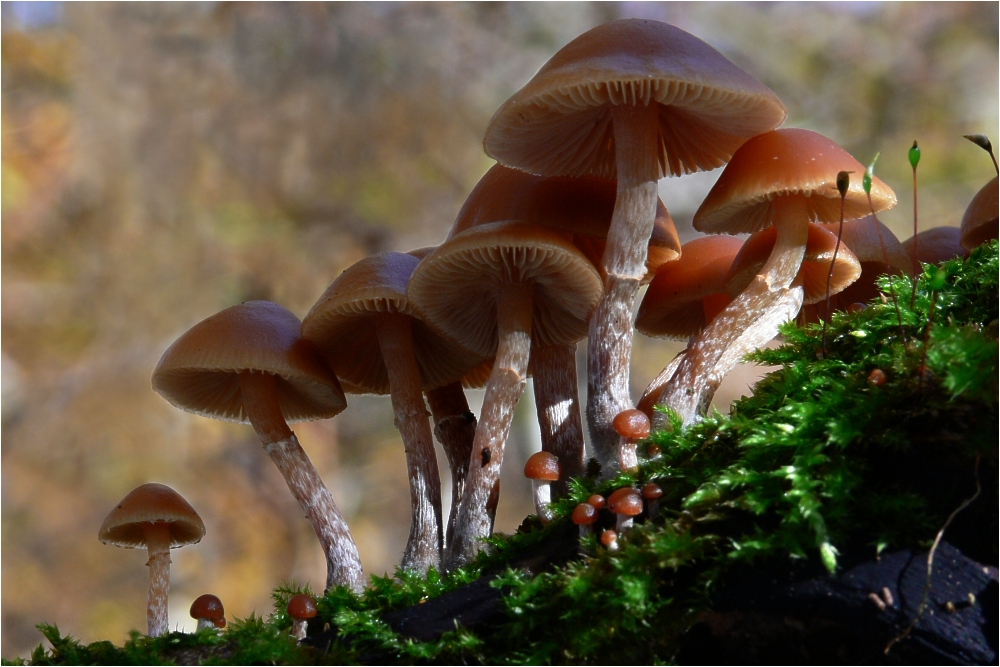
Галерина окаймлённая

- Шляпка конической или колькольчатой формы, железистая, нередко гигрофанная, у молодых грибов некоторых видов с кортиноподобным покрывалом.
- Пластинки приросшие к ножке.
- Ножка тонкая, длинная.
- Споровый порошок коричневого цвета. Споры сильно различаются по форме, у большинства видов они без поры прорастания. У многих видов цистиды веретеновидной формы.
- Многие виды ядовиты или смертельно ядовиты, большая их часть содержат альфа-аманитин или другие аматоксины. Galerina steglichii содержит псилоцибин.
- Внешне плодовые тела галерин напоминают таковые у родов Pholiotina, Pholiota, Tubaria, Conocybe, Agrocybe, Gymnopilus и Psilocybe.

## Экология
- Все виды рода — сапротрофы. Большинство произрастают во мху.

## Виды
- Galerina hypnorum (Schrank) Kühner, 1935 — Галерина моховая
- Galerina paludosa (Fr.) Kühner, 1935 — Галерина болотная
- Galerina sphagnorum (Pers.) Kühner, 1935 — Галерина сфагновая
- Galerina marginata (Batsch) Kühner, 1935 — Галерина окаймлённая. Раньше признавались пять различных видов: G. marginata, G. autumnalis, G. oregonensis, G. unicolor и G. venenata. После сравнения последовательностей ДНК было доказано, что все пять названий относятся к одному и тому же виду[2].